# 蔡道憲
蔡道宪（1615年—1643年），字元白，號江門，福建晋江县（今晋江市）人，明末政治人物，同進士出身。

## 生平
崇祯六年（1633年）癸酉科福建鄉試第五十五名舉人，十年（1637年）丁丑科进士。吏部觀政，本年六月授大理府推官，十四年調任长沙府推官，十五年本省同考。崇祯十六年（1643年）张献忠破长沙，蔡道宪被执，拒降被殺，年僅二十九。朝廷追贈太僕寺少卿，謚忠烈。

## 家族
曾祖蔡榖，祖蔡光佐，父蔡维忠。

## 延伸阅读
[在维基数据编辑]
 《明史卷二百九十四》，出自《明史》
 在维基共享资源阅览影像